# Ahmed Ibrahim Ali
Ahmed Ibrahim Ali Ahmed (15 novembre 1970) è un ex calciatore emiratino, di ruolo centrocampista.